# Oxycanus
Oxycanus är ett släkte av fjärilar. Oxycanus ingår i familjen rotfjärilar.

## Bildgalleri

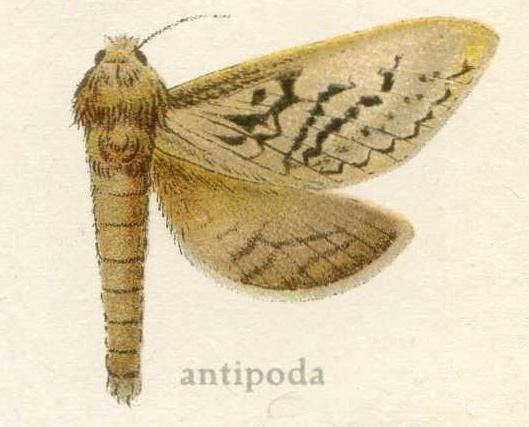
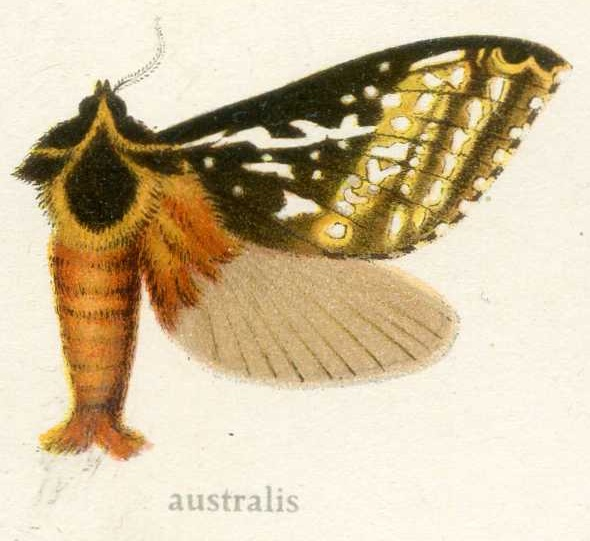
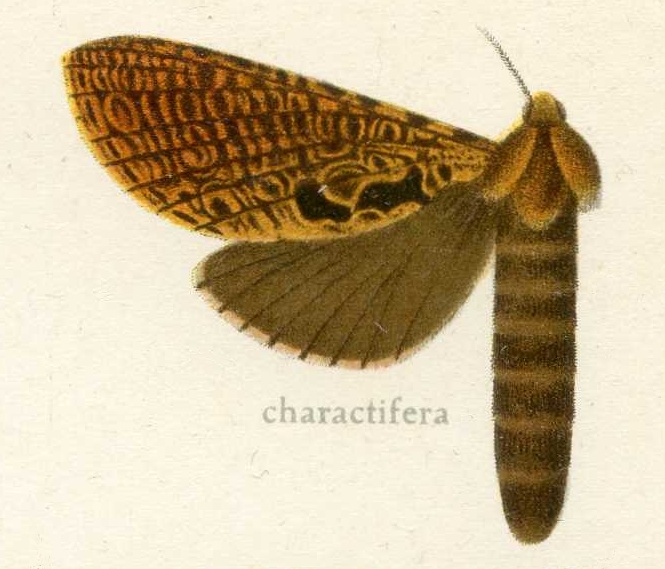
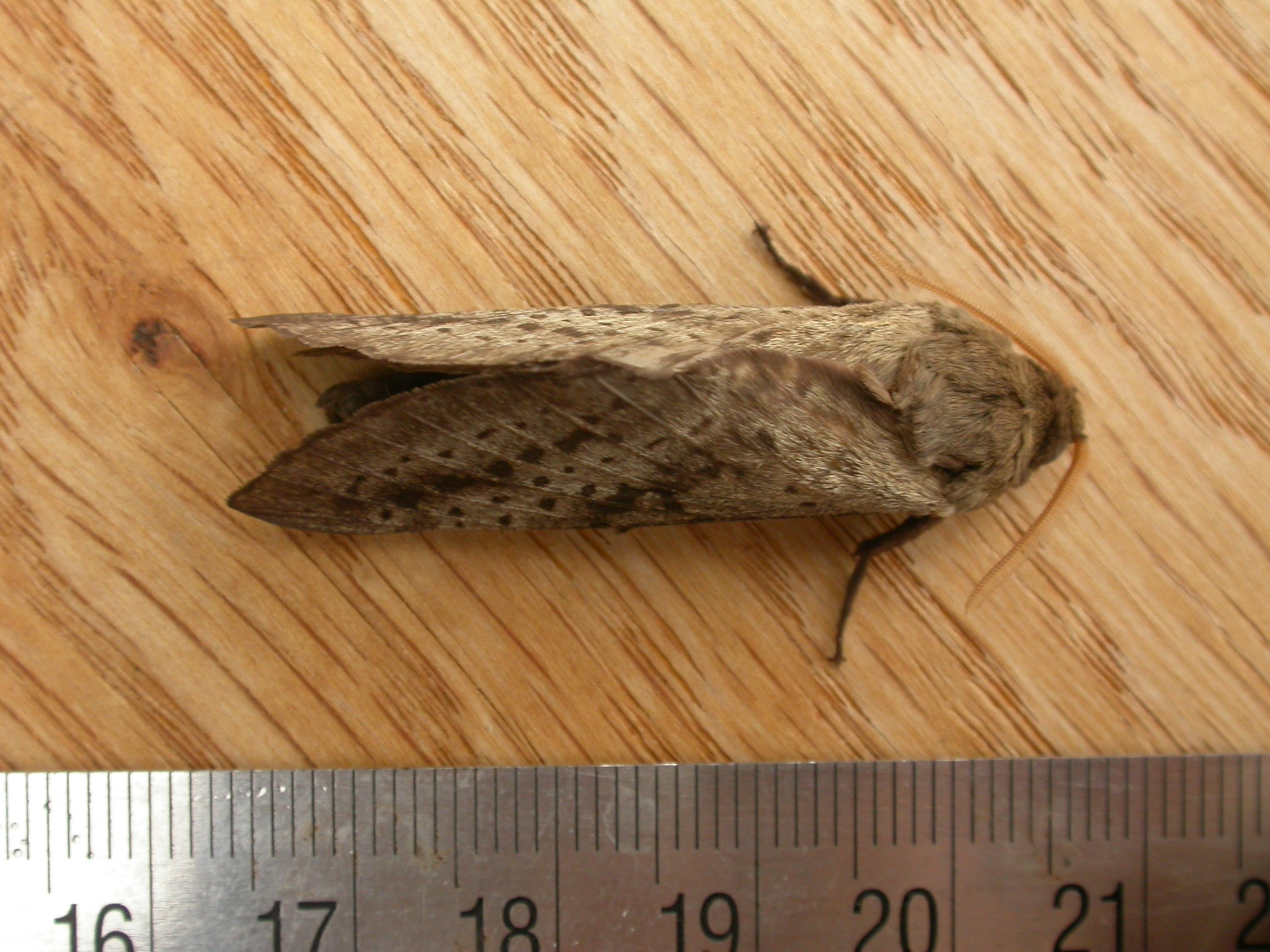
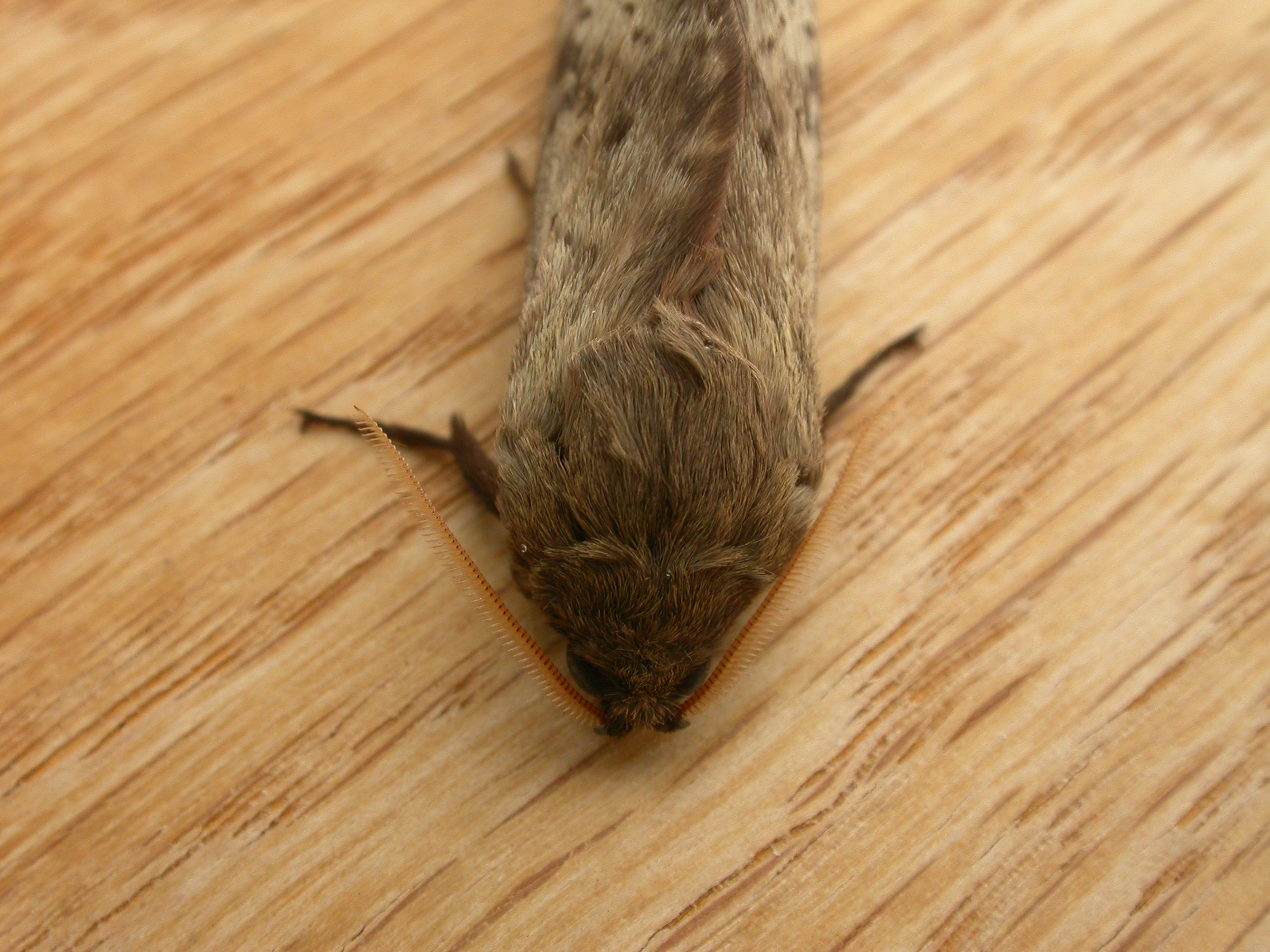
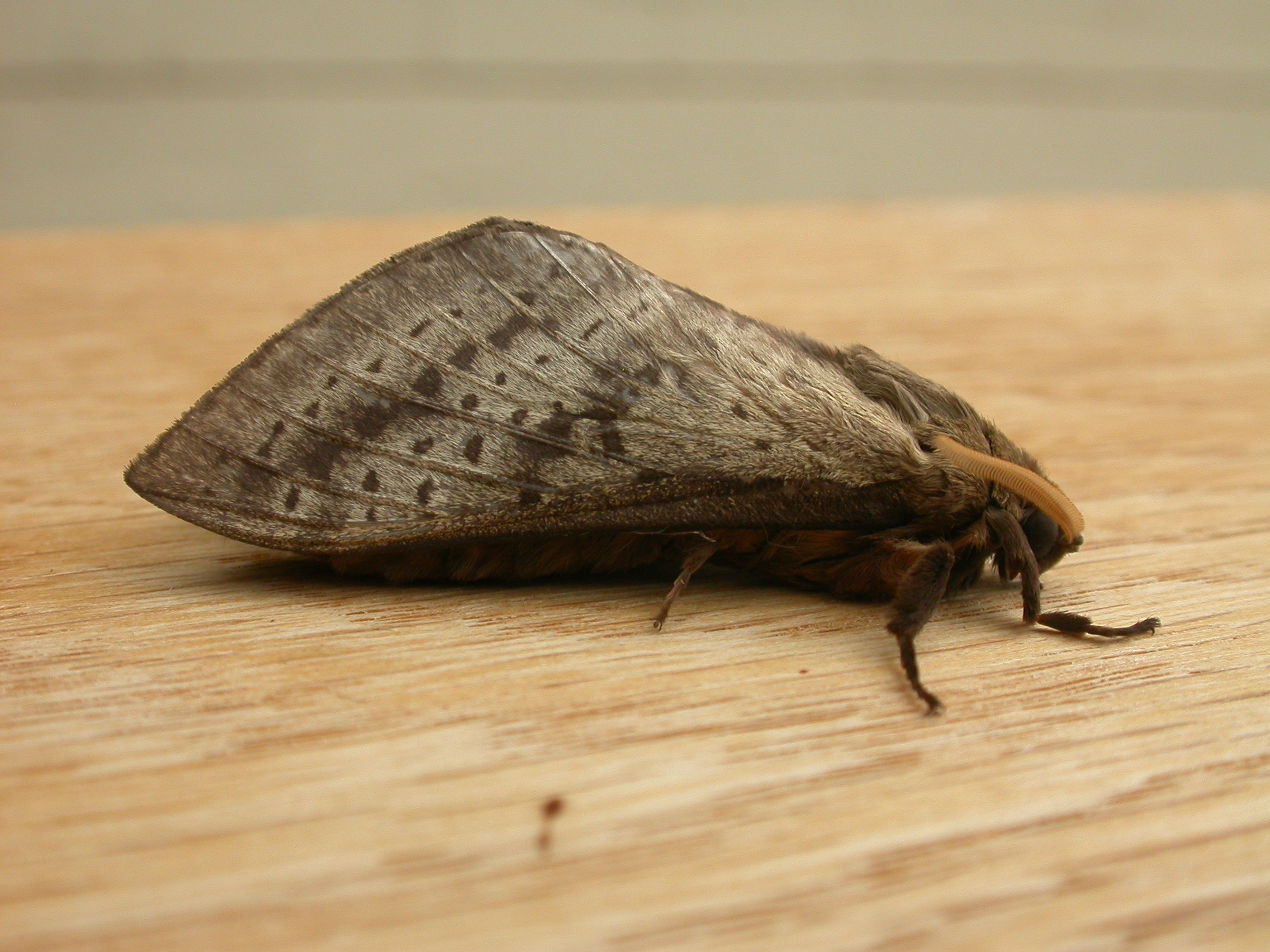

## Dottertaxa tillOxycanus, i alfabetisk ordning[1]
- Oxycanus aedesima
- Oxycanus aegrus
- Oxycanus albostrigata
- Oxycanus altenai
- Oxycanus antipoda
- Oxycanus argentipuncta
- Oxycanus armatus
- Oxycanus atrox
- Oxycanus aurifex
- Oxycanus australis
- Oxycanus ballux
- Oxycanus barnardi
- Oxycanus beltista
- Oxycanus buluwandji
- Oxycanus byrsa
- Oxycanus carus
- Oxycanus determinata
- Oxycanus diakonoffi
- Oxycanus dirempta
- Oxycanus discipennis
- Oxycanus dives
- Oxycanus dryas
- Oxycanus eos
- Oxycanus fuliginosa
- Oxycanus fuscomaculatus
- Oxycanus gelidus
- Oxycanus glauerti
- Oxycanus goldfinchi
- Oxycanus goodingi
- Oxycanus hamatus
- Oxycanus hebe
- Oxycanus hecabe
- Oxycanus herbuloti
- Oxycanus herdus
- Oxycanus hildae
- Oxycanus incanus
- Oxycanus invarius
- Oxycanus janeus
- Oxycanus kershawi
- Oxycanus kochi
- Oxycanus lamnus
- Oxycanus lethe
- Oxycanus loesus
- Oxycanus lyelli
- Oxycanus maculosus
- Oxycanus mayri
- Oxycanus meeki
- Oxycanus naias
- Oxycanus nigra
- Oxycanus nigricosta
- Oxycanus nigripuncta
- Oxycanus niphadias
- Oxycanus novaeguineensis
- Oxycanus nuptialis
- Oxycanus occidentalis
- Oxycanus pardalinus
- Oxycanus perditus
- Oxycanus perplexus
- Oxycanus poeticus
- Oxycanus postflavida
- Oxycanus postxois
- Oxycanus promiscuus
- Oxycanus rileyi
- Oxycanus rosaceus
- Oxycanus rufescens
- Oxycanus salmonacea
- Oxycanus serratus
- Oxycanus silvanus
- Oxycanus sirpus
- Oxycanus snelleni
- Oxycanus sordidus
- Oxycanus spadix
- Oxycanus sphragidias
- Oxycanus stellans
- Oxycanus subochracea
- Oxycanus subvaria
- Oxycanus tamsi
- Oxycanus thasus
- Oxycanus thoe
- Oxycanus toxopeusi
- Oxycanus tyres
- Oxycanus waterhousei
- Oxycanus xois